# Les Begudes
Les Begudes és una obra de Sant Joan Despí (Baix Llobregat) inclosa a l'Inventari del Patrimoni Arquitectònic de Catalunya.

## Descripció
Agrupació de tretze cases en zona (raval) sortint de la població, prop del Camí del Mig i en direcció a Sant Feliu de Llobregat. Són al costat mateix de la carretera comarcal BV-2001. De la totalitat de les cases n'hi ha 6 o 7 habitades. Les més antigues podrien datar dels segles xvii o XVIII, la resta refetes al segle xx. Són destinades a allotjar famílies de pagesos i, per tant, la majoria són d'estructura rural.

## Història
Nucli antic de població que hom suposa situat a peu del camí ral. Nucli que ha servit fins ara a la història local per documentar-lo com a lloc d'aturada de vianants, que s'hi hostatjaven i allotjaven.